# Faysal Shayesteh
Faysal Shayesteh (* 10. Juni 1991 in Kabul, Afghanistan) ist ein niederländisch-afghanischer Fußballspieler. 

## Karriere

### Verein
In seiner Jugend spielte Shayesteh von 2009 bis 2010 bei dem niederländischen Fußballverein Twente Enschede. Von Juli 2010 bis Februar 2013 spielte er in einer Fusion der gemeinsamen 2. Mannschaft des SC Heerenveen und des FC Emmen. 
Im Februar 2013 wechselte Shayesteh zum bulgarischen Erstligisten FK Etar Weliko Tarnowo. Für die Bulgaren absolvierte er insgesamt zehn Ligapartien, in denen er einmal traf. Am Ende der Saison 2012/13 lief sein Vertrag aus und er war vereinslos. Im Oktober 2013 unterschrieb Shayesteh einen Vertrag beim thailändischen Verein FC Songkhla, der nach der Saison 2015 aufgelöst wurde. Sein nächsten Vertrag unterschrieb er im Juli 2016 beim malaysischen Erstligisten Pahang FA, bei dem es ihn aber nur vier Monate hielt. 
In der Winterpause der Saison 2016/17 wechselte Shayesteh als erster afghanischer Spieler überhaupt in die Persian Gulf Pro League zu Paykan Teheran in den Iran. Nach einem Kurzeinsatz verließ Shayesteh den Iran im Sommer wieder. Er schloss sich dem indischen Erstligisten FC Gokulam an. Nach einer Saison war dieses Kapitel im nächsten Sommer zu Ende und es zog ihn zurück nach Thailand. Erst zum Lampang FC, bevor er anderthalb Jahre zu Air Force United wechselte und dann für ein halbes Jahr wieder zurück zum Lampang FC ging. 
Von Januar bis August 2020 war Shayesteh vereinslos, bevor er sich dem niederländischen Fünftligisten VV Duno Doorwerth anschloss.

### Nationalmannschaft
2005 gab Shayesteh sein Debüt für die niederländische U15 unter Wim van Zwam. Insgesamt kam er auf drei Einsätze für die U15 der Niederlande.
Am 13. April 2014 gab Shayesteh in einem Freundschaftsspiel gegen die kirgisische Fußballnationalmannschaft sein Debüt für Afghanistan. Sein erstes Länderspieltor war ein Freistoßtor gegen Kuwait. Er nahm bei der Südasienmeisterschaft 2015 als Kapitän teil und belegte am Ende den zweiten Rang, nachdem man mit 1:2 Indien im Finale erlag. Shayesteh steuerte 1 Vorlage an dem afghanischen Tor bei.
Beim AFC Challenge Cup 2014 belegte er mit Afghanistan den 4. Platz, nach dem verlorenen Spiel um Platz 3 gegen die Malediven, gegen die man im Elfmeterschießen 7:8 verlor.